# دوهار
دوهار (به لاتین: Dohar) یک منطقهٔ مسکونی در بنگلادش است که در ناحیه داکا واقع شده‌است. دوهار ۱۲۱٫۴۱ کیلومتر مربع مساحت و ۲۲۶٬۴۳۹ نفر جمعیت دارد.